# Aethionema carlsbergii
Aethionema carlsbergii là một loài thực vật có hoa trong họ Cải. Loài này được Strid & Papan. mô tả khoa học đầu tiên năm 1980.